# Palais du Trocadéro
Palais du Trocadéro var en byggnad som uppfördes vid Trocadéro i Paris sextonde arrondissement. Byggnaden uppfördes efter ritningar av Gabriel Davioud och Jules Bourdais inför världsutställningen 1878 och revs 1935 för att ge plats för Palais de Chaillot inför världsutställningen 1937. Fram till dess att Palais du Trocadéro revs hyste byggnaden Musée des monuments français som skapats av Alexandre Lenoir. Parken, Jardin du Trocadéro, skapades av Jean-Charles Alphand. 
Liksom dagens Palais de Chaillot bestod Palais du Trocadéro av två flyglar som tillsammans utgjorde en halvcirkel. Den förstnämnda konstruktionen innefattade dock även en mittbyggnad som idag är en esplanad.